# 弥生慰霊堂

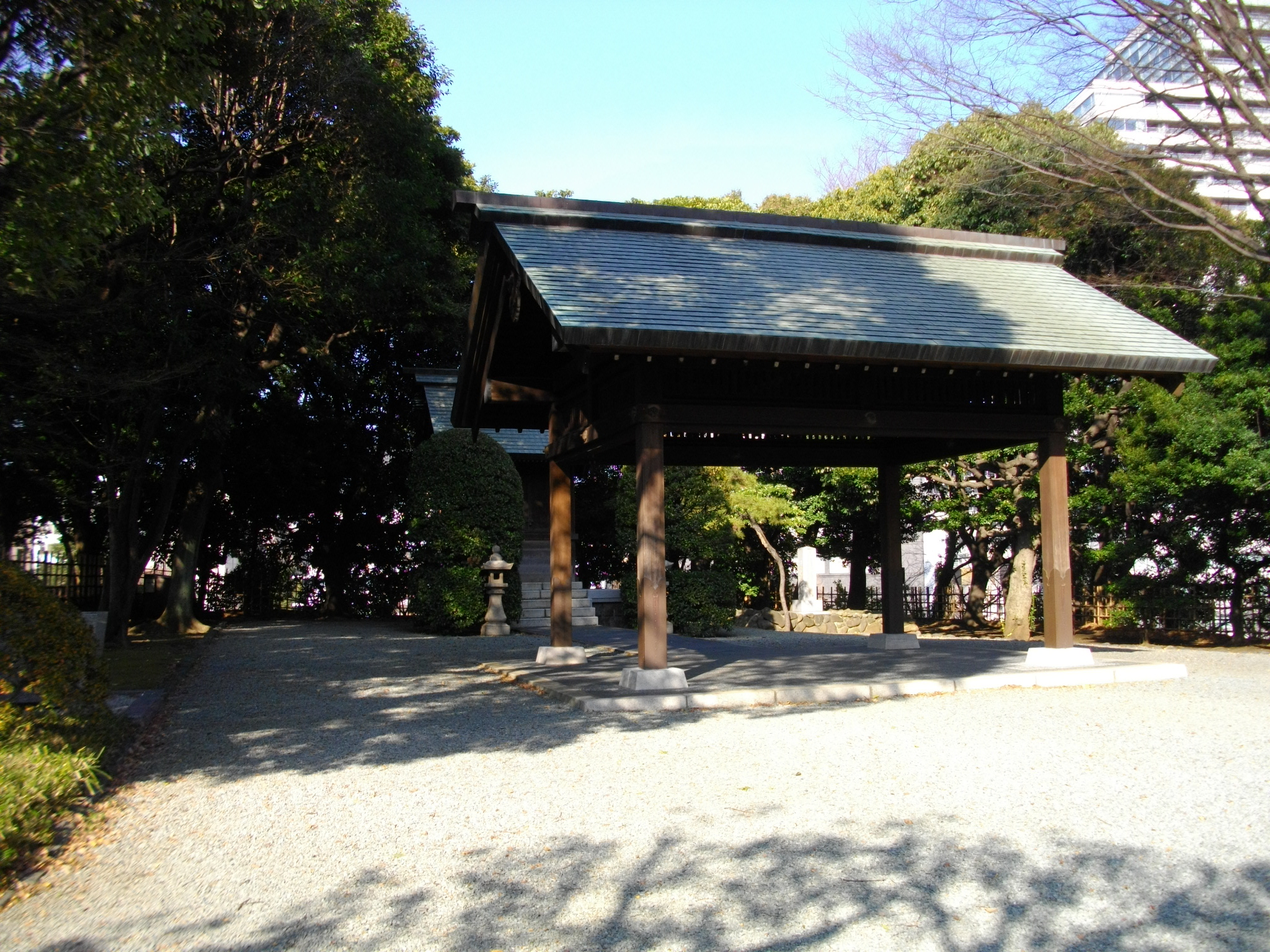
弥生慰霊堂

弥生慰霊堂（やよい いれいどう）は東京都千代田区の北の丸公園にある慰霊施設。かつては弥生神社・弥生廟と言った。警視庁及び東京消防庁の殉職者を祀る。
社殿は神社建築に近いもので拝殿と本殿からなり、本殿は神明造の屋根であるが千木・堅魚木がない。現在でも鞭懸（神明造の破風にある8本の棒）が残っている。拝殿は吹き抜けで土間となっている。参道入口には狛犬のようなものがあり、また本殿正面の脇には燈籠があるなど、全体的に神社だった頃の面影を漂わせている。境内には「御野立所記念碑」がある。

## 沿革
1877年（明治10年）に起きた西南戦争に出征して戦死した警察官（警視隊員）は名誉の戦死として東京招魂社（現靖国神社）に祀られたが、凶悪犯逮捕や災害警備で殉職した警察官に対しては追悼すらなかった。1881年（明治14年）ごろから、警察・消防殉職者のための警視庁招魂社創建の議が唱えられ、1885年（明治18年）10月7日に「弥生神社」が創建された。この名称は本郷区（現文京区）向ヶ岡弥生町に創建されたことによるもので、最初に祀られたのは1871年（明治4年）以降の殉職者94柱及び特別功労者2柱の96柱であった。
1887年（明治20年）11月、芝公園に遷座した。その後、1890年（明治23年）4月に警視庁鍛冶橋庁舎構内に、1911年（明治44年）4月に青山墓地内に遷座した。1931年（昭和6年）10月には麹町区（現千代田区）隼町に移った。
戦前は警視庁の管理下にあったが、戦後の「神道指令」により、警視庁が神社を管理できなくなったため、1946年（昭和21年）10月に元警視総監をはじめとする有志が奉賛会を結成した。1947年（昭和22年）10月に現在地の千代田区代官町に遷座した。現在地への遷座とともに名称を「弥生廟」と改めた。その後、1983年（昭和58年）9月に名称を「弥生慰霊堂」に改称し、「弥生廟奉賛会」の名も「弥生奉賛会」に改めると同時に、従来の神式の慰霊祭からいわゆる“無宗教”形式の慰霊祭に変更し、現在に至っている。

## 合祀者
現在の合祀者は2517柱である。
- 特別功労者：2柱
  - 川路利良
  - ガンベッタ・グロース
- 殉職者：2515柱

川路利良大警視は、近代日本の警察制度の基礎を築いた人物で、その功績を称えられ祀られた。ガンベッタ・グロースは警察顧問だったフランス人である。
所属別の内訳は、
- 警視庁：811柱
- 東京消防庁：465柱
- 皇宮警察本部：8柱
- 関東管区警察局：3柱
- 東京都警察通信部：2柱
- 警防団：1228柱

となっている（2010年（平成22年）10月7日現在）。

## 祭礼
慰霊祭は第1回が10月13日・14日の2日間にわたって行なわれ、その後、毎年、10月13日の前後に行なわれている。10月13日は川路利良の命日である。2010年（平成22年）の慰霊祭は10月7日に行なわれた。関連行事として当日は日本武道館で、警視庁・東京消防庁・皇宮警察本部の職員による柔道・剣道の試合、音楽隊による演奏会が行なわれている。

## 交通
- 東京メトロ・都営地下鉄「九段下駅」
- 駐車場：あり（北の丸公園駐車場）